# El legado de la pérdida
El legado de la pérdida es la segunda novela de la autora india Kiran Desai. Se publicó por primera vez en 2006 y ganó una serie de premios, incluido el Premio Man Booker de ese año, el Premio Nacional de Ficción del Círculo de Críticos de Libros en 2007,  y el Premio Vodafone Crossword Book de 2006.
Fue escrito durante un período de siete años después de su primer libro, Hullabaloo in the Guava Orchard, que fue aclamado por la crítica.  Entre sus temas principales se encuentran la migración, la vida entre dos mundos, y entre el pasado y el presente.

## Trama
La historia se centra en las vidas de Biju y Sai. Biju es un indio que vive ilegalmente en los Estados Unidos, hijo de un cocinero que trabaja para el abuelo de Sai. Sai es una huérfana que vive en la montañosa Kalimpong con su abuelo materno, Jemubhai Patel, el cocinero, y un perro llamado Mutt. Su madre era gujarati y su padre un huérfano zoroastriano. Desai alterna la narración entre estos dos puntos de vista. La acción transcurre en 1986.
Biju, el otro personaje es un inmigrante ilegal que reside en los Estados Unidos, tratando de ganarse la vida, esto contrasta con las experiencias de Sai, una niña india anglosajona que vive con su abuelo en la India. La novela muestra tanto los conflictos internos de la India como las tensiones entre el pasado y el presente. Desai escribe sobre el rechazo y, sin embargo, el asombro por el estilo de vida inglés, las oportunidades de ganar dinero en Estados Unidos y la miseria de vivir en la India. A través del retrato crítico del abuelo de Sai, el juez jubilado, Desai narra sobre los líderes indios que eran considerados demasiado anglosajones y olvidadizos de las formas tradicionales de vida india.
El juez jubilado Jemubhai Patel es un hombre disgustado con las costumbres indias, tanto que come chapatis (un pan húmedo del sur de Asia) con cuchillo y tenedor. Patel desprecia a otros indios, incluido el padre con el que rompe lazos y la esposa a la que abandona en la casa de su padre después de torturarla. Sin embargo, Patel nunca es completamente aceptado por los británicos, a pesar de su educación y maneras adoptadas.
El tema principal que trata El legado de la pérdida está estrechamente relacionado con el colonialismo y los efectos del poscolonialismo: la pérdida de identidad y la forma en que se transmite a través de generaciones como una sensación de pérdida. Algunos personajes desprecian a quienes encarnan el estilo de vida indio, otros se enfadan con los indios anglosajones que han perdido sus tradiciones y ninguno está contento.
El movimiento Gorkhaland se utiliza como telón de fondo histórico de la novela.

## Recepción
Natasha Walter la describió como una novela "sombría", que destaca "cómo las personas siempre fallan en comunicarse". The Observer encontró algunas partes cómicas excelentes en medio de su severidad. The New York Times afirmó que Desai "consigue explorar, con intimidad y perspicacia, casi todos los temas internacionales contemporáneos: globalización, multiculturalismo, desigualdad económica, fundamentalismo y violencia terrorista".
En 2020, Emma Lee-Potter de The Independent la incluyó como una de las 12 mejores novelas indias.